# Ґейл Ганімен
Ґейл Ганімен (у першому українському перекладі — Ханімен англ. Gail Honeyman; нар. 1972, Стерлінг, Велика Британія) — шотландська письменниця. Її дебютний роман «З Елеанор Оліфант усе гаразд» отримав книжкову премію Коста за перший роман у 2017 році.

## Біографія
Ґейл Ганімен народилася і виросла у місті Стерлінг, Шотландія, Велика Британія. Її мати працювала держслужбовцем, а батько — у науковій галузі. У дитинстві Ганімен обожнювала читати та відвідувала бібліотеку «сміховинну кількість разів на тиждень».
Вивчала французьку мову та літературу в Університеті Глазго, продовжила свою освіту в Оксфордському університеті, де проходила курс з французької поезії. Проте вона вирішила, що академічна кар'єра їй не підходить, тому влаштувалася держслужбовцем у галузі економічного розвитку та пізніше адміністратором в Університеті Глазго.
Під час роботи адміністратором, Ганімен пройшла письменницький курс Академії Фабер і взяла участь у змаганні неопублікованих художніх творів письменниць з першими трьома розділами майбутньої книги про Елеонор Оліфант, яке проводив Коледж імені Люсі Кавендіш. Роман вийшов у 2017 році і отримав декілька нагород та схвальні відгуки критиків.

## Твори
Дебютний роман письменниці «З Елеанор Оліфант усе гаразд» отримав книжкову премію Коста за перший роман у 2017 році, після чого Ганімен давала інтерв'ю таким медіа-ресурсам як «Ґардіан», «Дейлі телеграф» і «Вотерстоунз». Про свій зв'язок з героїнею роману в інтерв'ю з «Дейлі телеграф» вона сказала: «Елеонор Оліфант — це не я чи хтось з моїх знайомих, [але] звичайно я відчувала самотність — як і всі».
У січні 2018 року Ганімен сказала, що працює над новим романом, дія якого відбуватиметься в іншому місці та часі.

## Переклади українською
- Ґейл Ханімен. З Елеанор Оліфант усе гаразд. — Харків : Клуб сімейного дозвілля, 2018. — 336 с. — ISBN 978-617-12-4737-6.[11]

## Екранізація
У квітні 2017 року права на екранізацію роману «З Елеанор Оліфант усе гаразд» отримала компанія Різ Візерспун «Hello Sunshine». У грудні 2018 року було оголошено, що «Metro-Goldwyn-Mayer» також буде брали участь у створенні фільму.